# 萊基山脈
67°55′S 56°27′E / 67.917°S 56.450°E
萊基山脈是南極洲的山脈，位於恩德比地，處於愛德華八世灣以南80公里，由挪威的捕鯨者繪入地圖，現時由南極條約體系管理。